# Миссия невыполнима (телесериал, 1988) (сезон 1)
Первый сезон возобновлённого «Миссия невыполнима» изначально выходил в эфир по воскресеньям в 8:00—9:00 вечера с 23 октября 1988 года по 15 января 1989 года и по субботам в 8:00—9:00 вечера с 28 января по 6 мая 1989 года.

## В ролях
| Персонаж               | Актёр            | Основной      | Периодический |
| ---------------------- | ---------------- | ------------- | ------------- |
| Джим Фелпс             | Питер Грейвс     | Весь сезон    |               |
| Николас Блэк           | Тэйоу Пенглис    | Весь сезон    |               |
| Макс Харт              | Энтони Гамильтон | Весь сезон    |               |
| Грант Кольер           | Филлип Моррис    | Весь сезон    |               |
| Кейси Рэндалл          | Терри Маркуэлл   | Эпизоды 1—12  |               |
| Шеннон Рид             | Джейн Бэдлер     | Эпизоды 13—19 | Эпизод 12     |
| Бернард «Барни» Кольер | Грег Моррис      |               | Эпизод 4      |

## Серии
| №                                 | #  | Название                         | Режиссёр             | Сценарист                                                     | Дата выхода в эфир | Prod. No. |
| --------------------------------- | -- | -------------------------------- | -------------------- | ------------------------------------------------------------- | ------------------ | --------- |
| 172                               | 1  | «Убийца» «The Killer»            | Клифф Боул           | Артур Вайс                                                    | 23 октября 1988    | 1         |
| Ремейк серии «Убийца» (5.1).      |    |                                  |                      |                                                               |                    |           |
| 173                               | 2  | «Система» «The System»           | Клифф Боул           | Роберт Хамнер                                                 | 30 октября 1988    | 3         |
| Ремейк серии «Система» (3.15).    |    |                                  |                      |                                                               |                    |           |
| 174                               | 3  | «Голограммы» «Holograms»         | Ким Мэннэрс          | Роберт Бреннэн                                                | 6 ноября 1988      | 4         |
| 175                               | 4  | «Осуждённый» «The Condemned»     | Клифф Боул           | Телеспектакль: Тэд Робертс и Майкл Фишер Рассказ: Джон Трумэн | 20 ноября 1988     | 5         |
| Ремейк серии «Осуждённый» (2.19). |    |                                  |                      |                                                               |                    |           |
| 176                               | 5  | «Наследие» «The Legacy»          | Ким Мэннэрс          | Майкл Линн Аллан Балтер                                       | 26 ноября 1988     | 2         |
| Ремейк серии «Наследие» (1.15).   |    |                                  |                      |                                                               |                    |           |
| 177                               | 6  | «Стена» «The Wall»               | Колин Баддс          | Дэвид Филлипс                                                 | 11 декабря 1988    | 6         |
| Ремейк серии «Банк» (2.4).        |    |                                  |                      |                                                               |                    |           |
| 178                               | 7  | «Король скота» «The Cattle King» | Майк Веджер          | Тэд Робертс                                                   | 18 декабря 1988    | 7         |
| 179                               | 8  | «Пешка» «The Pawn»               | Брайан Тренчард-Смит | Билли Маршалл-Стоункинг                                       | 15 января 1989     | 8         |
| 180                               | 9  | «Призраки» «The Haunting»        | Майк Веджер          | Майкл Фишер                                                   | 28 января 1989     | 9         |
| 181                               | 10 | «Львы» «The Lions»               | Роб Стюарт           | Телеспектакль: Дэвид Филлипс Рассказ: Джеймс Краун            | 4 февраля 1989     | 10        |
| 182                               | 11 | «Грек» «The Greek»               | Колин Баддс          | Тэд Робертс                                                   | 11 февраля 1989    | 11        |
| 183                               | 12 | «Фортуна» «The Fortune»          | Род Харди            | Роберт Бреннэн                                                | 18 февраля 1989    | 12        |
| 184                               | 13 | «Монтёр» «The Fixer»             | Колин Баддс          | Уолтер Бро                                                    | 25 февраля 1989    | 13        |
| 185                               | 14 | «Шпион» «Spy»                    | Роб Стюарт           | Майкл Фишер                                                   | 18 марта 1989      | 14        |
| 186                               | 15 | «Дьяволы» «The Devils»           | Арч Николсон         | Тэд Робертс                                                   | 25 марта 1989      | 15        |
| 187                               | 16 | «Чума» «The Plague»              | Колин Баддс          | Рик Майер                                                     | 8 апреля 1989      | 16        |
| 188                               | 17 | «Репрессия» «Reprisal»           | Роб Стюарт           | Уолтер Бро                                                    | 15 апреля 1989     | 17        |
| 189                               | 18 | «Подводная лодка» «Submarine»    | Колин Баддс          | Дейл Дугуид                                                   | 29 апреля 1989     | 18        |
| 190                               | 19 | «Старица» «Bayou»                | Дон Чеффи            | Джеффри М. Хейс                                               | 6 мая 1989         | 19        |